# Double messieurs de tennis aux Jeux olympiques de 1912
Cet article présente les résultats détaillés du double messieurs de l'édition 1912 des compétitions de tennis aux Jeux olympiques d'été qui est disputé du 28 juin  au 5 juillet 1912.

## Résultats

### Finales
|               | Date     | Nom et lieu du tournoi          | Dot. | Surf.        | Vainqueur                          | Finaliste                    | Score              |
| Finale        | 28/06/12 | Jeux Olympiques d'été Stockholm | 0 $  | Terre (ext.) | Harold Kitson · Charles Winslow    | Felix Pipes · Arthur Zborzil | 4-6, 6-1, 6-2, 6-2 |
| Petite finale | 28/06/12 | Jeux Olympiques d'été Stockholm | 0 $  | Terre (ext.) | Albert Canet · É. Mény de Marangue | Jaroslav Just Ladislav Žemla | 13-11, 6-3, 8-6    |